# معسكر اعتقال بوخنفالد
بوخنفالد ( تُلفظ بالألمانية: [ˈbuːxənvalt] ؛ غابات الزان حرفيًا) كان معسكر اعتقال نازي أنشئ في Ettersberg [الإنجليزية] تل بالقرب من فايمار، ألمانيا، في يوليو 1937. كانت واحدة من أولى وأكبر معسكرات الاعتقال داخل حدود ألمانيا عام 1937. كان العديد من الشيوعيين الفعليين أو المشتبه فيهم من بين المعتقلين الأوائل.
السجناء من جميع أنحاء أوروبا والاتحاد السوفيتي - اليهود والبولنديون وغيرهم من السلاف، والمرضى العقليين والمعاقين جسديًا، والسجناء السياسيين، والغجر، والماسونيين، وأسرى الحرب. كان هناك أيضا مجرمون عاديون و«منحرفون» جنسيون. كان جميع السجناء يعملون في المقام الأول كسخرة في مصانع الأسلحة المحلية. أدى عدم كفاية الغذاء والظروف السيئة، فضلاً عن عمليات الإعدام المتعمدة، إلى مقتل 56545 شخصًا في بوخنفالد من بين 280 ألف سجين مروا عبر المخيم ومخيماته الفرعية البالغ عددها 139. اكتسب المخيم سمعة سيئة عندما حرره جيش الولايات المتحدة في أبريل 1945؛ قام قائد دوايت دي أيزنهاور بزيارة أحد معسكراته الفرعية.
من أغسطس 1945 إلى مارس 1950، تم استخدام المخيم من قبل سلطات الاحتلال السوفياتي كمخيم اعتقال، NKVD معسكر خاص Nr. 2، حيث تم احتجاز 28455 سجينا وتوفي 7113 منهم. اليوم بقايا بوخنفالد بمثابة نصب تذكاري ومعرض دائم ومتحف.

## هيكل القيادة

### المخيمات الفرعية
تم إنشاء المخيمات الفرعية الأولى لبوخنفالد في عام 1941 حتى يتمكن السجناء من العمل في صناعات الأمن الخاصة القريبة. في عام 1942، بدأت قوات الأمن الخاصة في استخدام إمدادات العمل القسري لإنتاج الأسلحة. نظرًا لأن استئجار سجناء لشركات خاصة كان أكثر اقتصادا، فقد أقيمت المعسكرات الفرعية بالقرب من المصانع التي كان لديها طلب على عمل السجناء. دفعت الشركات الخاصة SS بين 4 و6 رايخ مارك في اليوم لكل سجين، مما أدى إلى ما يقدر بـ 957584343 رايخ مارك في إيرادات الإس إس بين يونيو 1943 وفبراير 1945.  كان هناك 136 مخيمات فرعية في الكل. كانت الظروف أسوأ مما كانت عليه في المعسكر الرئيسي، حيث لم يكن السجناء يوفرون الطعام الكافي والمأوى غير المناسب. 